# Magneuptychia mycalesis
Espèce
Magneuptychia mycalesis est une espèce d'insectes lépidoptères (papillons) de la famille des Nymphalidae, de la sous-famille des Satyrinae et du genre Magneuptychia.

## Dénomination
Magneuptychia mycalesis a été décrit par l'entomologiste allemand Julius Röber en 1927 sous le nom initial d'Euptychia mycalesis.

## Écologie et distribution
Magneuptychia mycalesis est présent en Colombie.

### Protection
Pas de statut de protection particulier.